# Koloratúrszoprán
A koloratúrszoprán a legmagasabb fekvésű énekhang; a szoprán énekhang egyik altípusa.
Terjedelme általában a C4-től - E6(+)-ig tart.
Jellemzői: rendkívül mozgékony, díszítéseket, futamokat könnyen éneklő női énekhang fajta.
Tipikus példák rá:
- Wolfgang Amadeus Mozart A varázsfuvola művében az Éjkirálynő szerepe
- Bebe Rexha (albán származású, amerikai születésű énekesnő)

## Típusai
- Lírai koloratúrszoprán/Koloratúrszubrett - szerepkör
- Drámai koloratúrszoprán